# Forze armate della Tunisia
Le forze armate della Tunisia (in arabo القوات المسلحة التونسية‎?) sono composte da marina (Al-Bahriyya al-Tūnisiyya), aeronautica (Al-Quwwat al-Jawwiyya al-Jamahiriyya al-Tunisiyya) ed esercito.

## Storia
Create con decreto il 30 giugno 1956, a tutto il 2023 erano composte da circa 90.000 effettivi, di cui 65.000 nell'esercito, 6.500 nella marina e 4.500 nell'aeronautica. Alla stessa data l'esercito disponeva di 141 carri armati, la marina di 40 navi e l'aeronautica di 156 aerei di cui 106 elicotteri e 23000 blindati.
Gli impegni più rilevanti delle forze armate sono costituiti dalle missioni di peacekeeping delle Nazioni Unite nella Repubblica Democratica del Congo (MONUC) e in Costa d'Avorio. Precedenti missioni sono state quelle in Cambogia (UNTAC), Namibia (UNTAG), Somalia, Ruanda, Burundi, Etiopia ed Eritrea (UNMEE) e, negli anni sessanta, ancora in Congo (ONUC).
Separatamente dalle forze armate la Tunisia dispone inoltre di una Guardia nazionale di 12.000 uomini (2008).

## Organizzazione
- EJaîsh el-Barr et'Tunsi (esercito)
- Al-Bahriyya al-Tūnisiyya (marina)
- Al-Quwwat al-Jawwiyya al-Jamahiriyya al-Tunisiyya (aeronautica)
- Groupement des forces spéciales
- Guardia nazionale tunisina